# 12125 Jamesjones
12125 Jamesjones este un asteroid din centura principală de asteroizi.

## Descriere
12125 Jamesjones este un asteroid din centura principală de asteroizi. A fost descoperit pe 3 septembrie 1999 la Kitt Peak National Observatory în cadrul proiectului Spacewatch. Asteroidul prezintă o orbită caracterizată de o semiaxă mare de 3,10 ua, o excentricitate de 0,19 și o înclinație de 0,2° în raport cu ecliptica.